# Грен, Жорж
Жорж Грен (фр. Georges Grain, 20 октября 1948, Шамбери, Франция) — французский хоккеист (хоккей на траве), нападающий.

## Биография
Жорж Грен родился 27 января 1949 года во французской коммуне Шамбери.
Играл в хоккей на траве за «Лион». Десять раз выигрывал чемпионат Франции.
В 1968 году вошёл в состав сборной Франции по хоккею на траве на Олимпийских играх в Мехико, занявшей 10-е место. Играл на позиции нападающего, провёл 4 матча, мячей не забивал.
В 1972 году вошёл в состав сборной Франции по хоккею на траве на Олимпийских играх в Мюнхене, занявшей 12-е место. Играл на позиции нападающего, провёл 8 матчей, забил 1 мяч в ворота сборной Польши.